# Estuaire de la Tamise

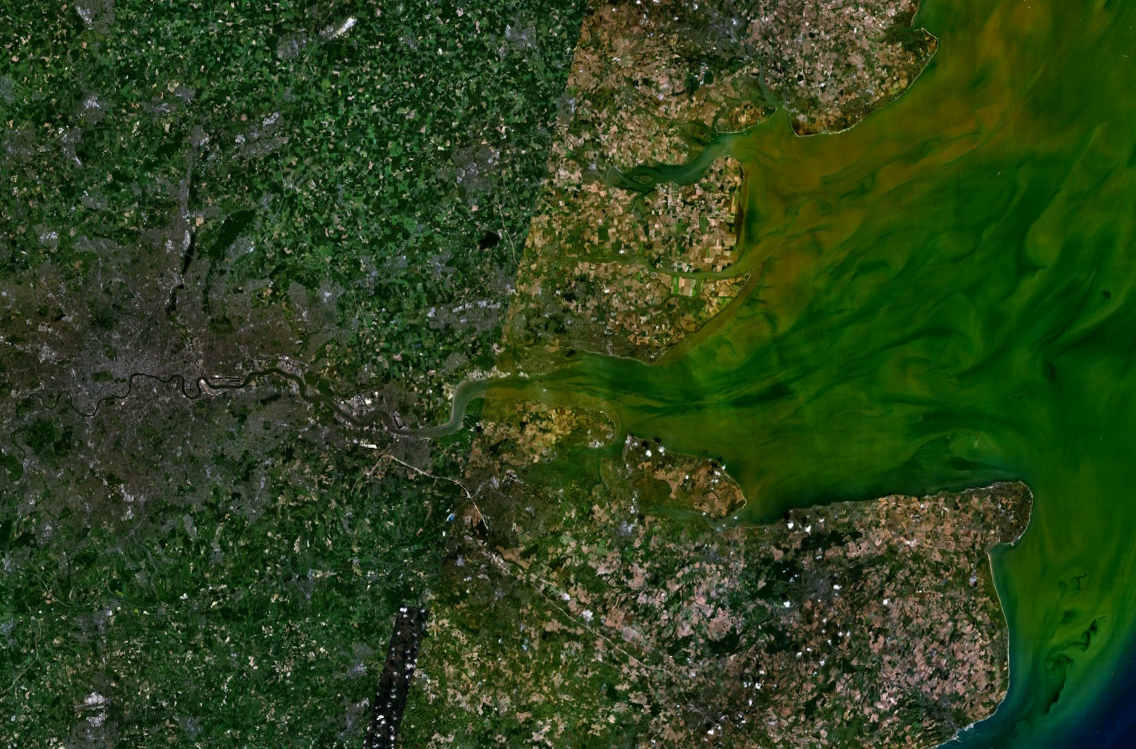
L'estuaire de la Tamise.

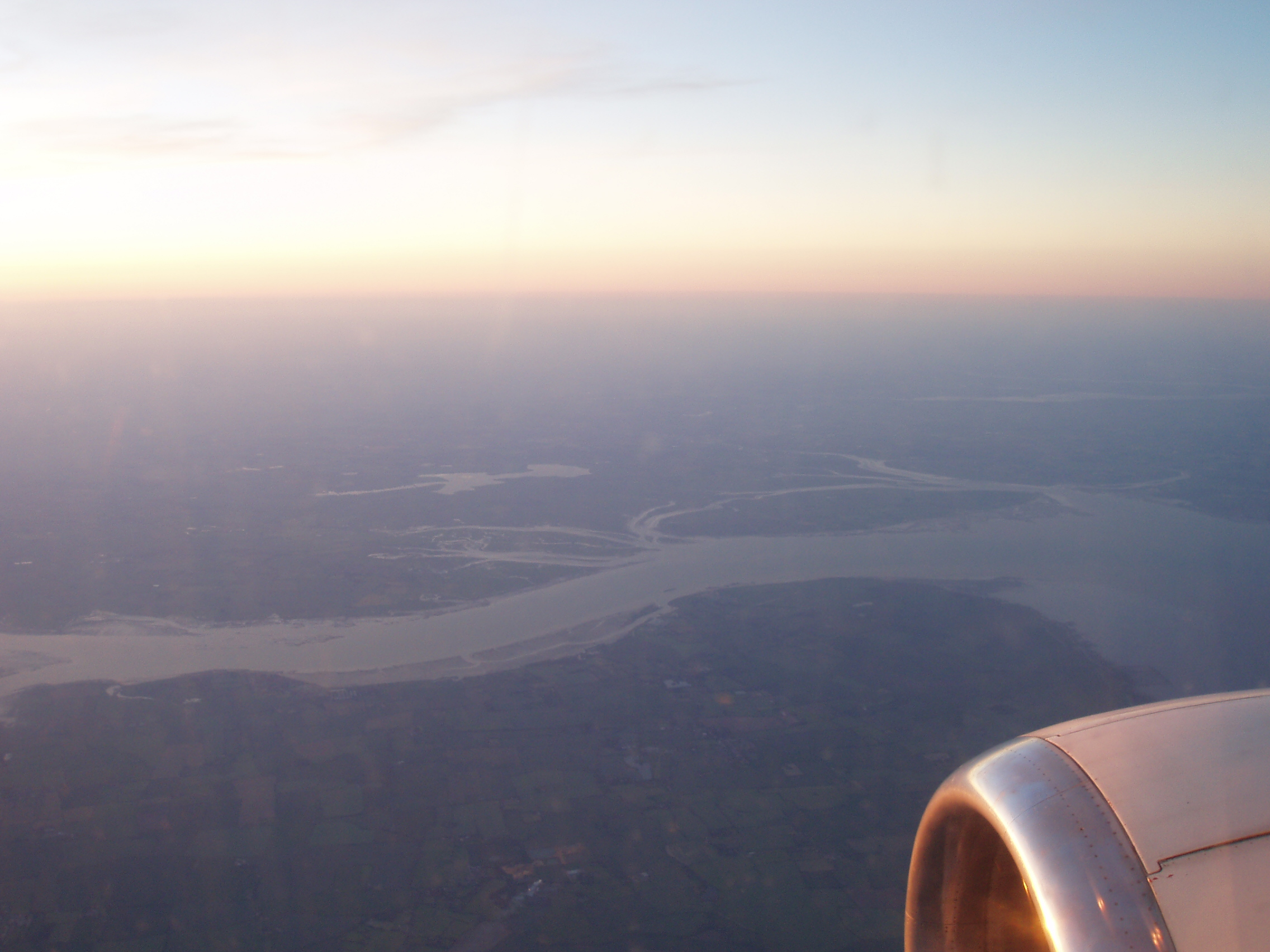
Vue aérienne de l'estuaire de la Blackwater sur la côte de l'Essex, dans la partie nord de l'estuaire de la Tamise. Mersea Island est sur la droite.

L’estuaire de la Tamise est, en Grande-Bretagne, l'endroit où la Tamise rejoint la mer du Nord.
Ses limites ne sont pas clairement définies, mais il semblerait que les environs de Canvey Island en constitue la limite occidentale, l'estuaire étant limité à l'est par une ligne tracée à partir de North Foreland dans le Kent jusqu'au phare de Kentish Knock à Harwich dans l'Essex, selon une étude hydrologique réalisée entre 1882 et 1889.
L'amplitude des marées dans cet estuaire le place au deuxième rang mondial, puisque l'eau peut monter jusqu'à 4 mètres à une vitesse de près de 13 km/h.
Outre Canvey Island, l'estuaire de la Tamise est parsemé d'îles comme Sheppey, Two Tree Island ou  Grain (faisant partie de la péninsule de Hoo). 